# Дорадито чубатий
Доради́то чубатий (Pseudocolopteryx sclateri) — вид горобцеподібних птахів родини тиранових (Tyrannidae). Мешкає в Південній Америці. Вид названий на честь британського орнітолога Філіпа Склейтера.

## Поширення і екологія
Ареал чубатих дорадито розірваний. Окремі популяції мешкають у Венесуелі, Гаяні, Бразилії, Болівії, Аргентині, Уругваї, Парагваї та на Тринідаді і Тобаго. Живуть на болотах. Зустрічаютьсяна висоті до 500 м над рівнем моря.